# Romain (Jura)
Romain é uma comuna francesa na região administrativa de Borgonha-Franco-Condado, no departamento de Jura. Estende-se por uma área de 6,07 km². Em 2010 a comuna tinha 216 habitantes (densidade: 35,6 hab./km²).